# Vierzehn-Nothelfer-Kapelle (Mainz-Gonsenheim)

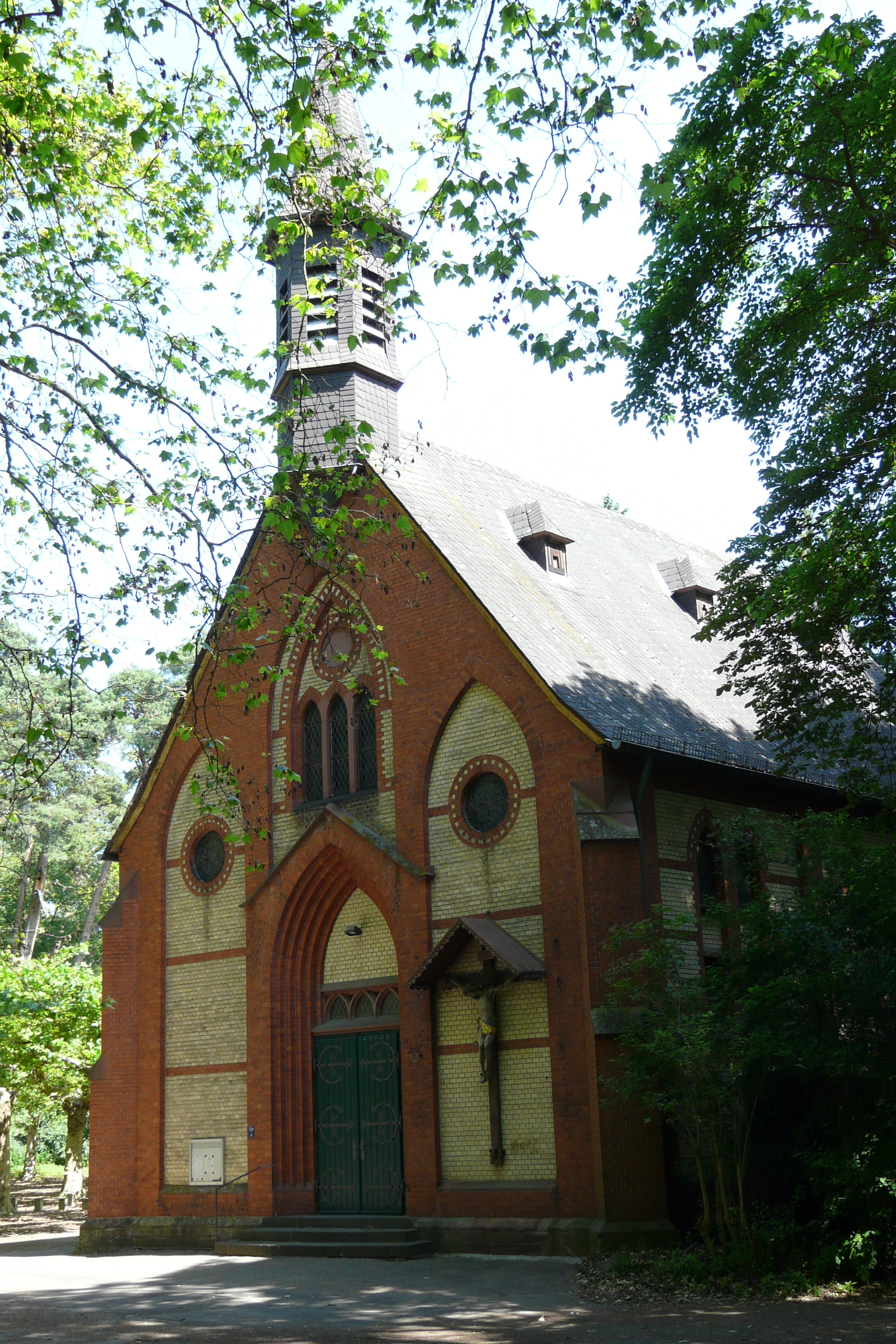
Die Vierzehn-Nothelfer-Kapelle in Mainz-Gonsenheim.

Die Vierzehn-Nothelfer-Kapelle von Mainz-Gonsenheim ist eine Kapelle am Rand des Lennebergwaldes zwischen dem Mainzer Stadtteil Gonsenheim und Budenheim im Landkreis Mainz-Bingen in Rheinland-Pfalz. Sie ist den heiligen vierzehn Nothelfern geweiht. Der Bau im neugotischen Stil wurde 1895 abgeschlossen.

## Geschichte
Die heutige Vierzehn-Nothelfer-Kapelle von Mainz-Gonsenheim geht auf einen Vorgängerbau aus dem Jahr 1729 zurück. Über die frühere Kirche ist nur bekannt, dass die Gonsenheimer Bürger sie in Erfüllung eines Gelübdes erbaut haben sollen. Die heutige Kapelle wurde 1894/95 im Auftrag des Mainzer Dombauamtes errichtet. Sie steht unter Denkmalschutz, die zuständige katholische Pfarrei Sankt Stephan hat im Oktober 2003 eine Stiftung zur Erhaltung der Kapelle gegründet. Mit der Errichtung der Kirche verbunden ist die Nothelfer-Wallfahrt, die wohl bedeutendste Wallfahrt innerhalb der Stadtgrenzen von Mainz. Sie wird am dritten Sonntag nach Pfingsten gefeiert. An diesem Tag ziehen die Angehörigen beider katholischer Pfarreien Gonsenheims St. Stephan und St. Petrus Canisius in Prozession zur Wallfahrtskapelle, wo das Festhochamt am Außenaltar stattfindet.

## Architektur
Die Vierzehn-Nothelfer-Kapelle entspricht dem Geschmack ihrer Zeit, sie stellt ein typisches Beispiel für die Architektur des Historismus dar. Die aus Klinker und Sandstein erbaute Saalkirche ist im Stil der Neugotik gehalten. Sie wird von einem Schieferdach und einem kleinen Glockenturm gekrönt. Im Aufbau des Hochaltars befinden sich die Statuen der 14 Nothelfer.
Die Kapelle liegt am Rand von Mainz-Gonsenheim am Lennebergwald, am Ende der Kapellenstraße (Kapellenstraße 46). Südlich der Kapelle befinden sich Überreste eines Weges der Sieben Fußfälle. In der Nähe der Vierzehn-Nothelfer-Kapelle, schon auf Budenheimer Gebiet, stehen die beiden Wendelinuskapellen von Budenheim.